# De Alsjemaar Bekend Band
De Alsjemaar Bekend Band is een Nederlandse gagstrip over een driekoppige popgroep die probeert door te breken naar het grote publiek. De strip werd getekend door striptekenaar Evert Geradts, een tekenaar van Studio Arnhem. De Alsjemaar Bekend Band verscheen van 1984 tot 1988 in het stripblad Eppo. De afleveringen waren meestal één pagina lang. In 1985 verscheen een vervolgverhaal van tien pagina’s, getiteld Ruimtekrakers.

## Karakters
De fictieve band bestaat uit de leden Rik, Brik en Basta. Brik en Basta lijken, qua kleding, de punk en hiphop te vertegenwoordigen en de zanger Rik eerder de mainstream popmuziek. Andere terugkerende karakters zijn de politieagenten Dekker en Endepols.

## Albums
In 1986 werd een eerste en tevens laatste album uitgegeven door uitgeverij Oberon. In 2007 verschenen alle afleveringen in Het complete Alsjemaar Bekend Band boek! bij Uitgeverij Orgcomicart, met een inleiding van striptekenaar Hanco Kolk.

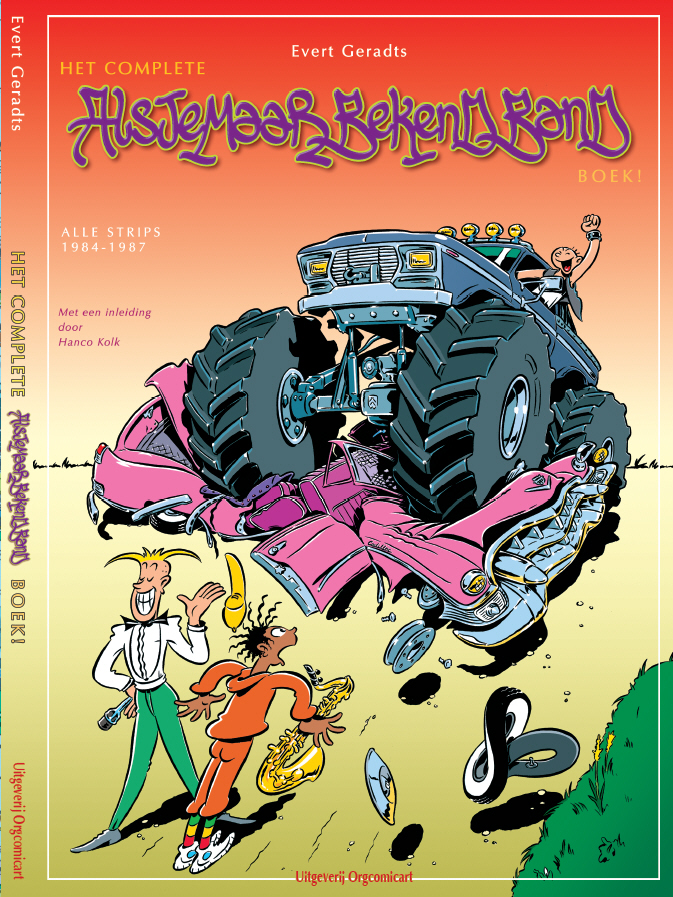
Cover van "Het Complete Alsjemaar Bekend Band Boek"